# 1357
Évszázadok: 13. század – 14. század – 15. század
Évtizedek: 1300-as évek – 1310-es évek – 1320-as évek – 1330-as évek – 1340-es évek – 1350-es évek – 1360-as évek – 1370-es évek – 1380-as évek – 1390-es évek – 1400-as évek
Évek: 1352 – 1353 – 1354 – 1355 –  1356 – 1357 – 1358 – 1359 – 1360 – 1361 – 1362

## Események
- április – A fegyverszünet lejártával I. Lajos magyar király megveri a velencei sereget Brentánál, beveszi Zárát és folytatja Treviso ostromát.
- május 28. – I. Péter portugál király követi apját, IV. Alfonzot a trónon.
- július 9. – A Károly híd építésének kezdete Prágában.

## Születések
- április 6. – Komnénosz Anna grúz királyné († 1406 után).
- április 11. – I. János portugál király († 1433).

## Halálozások
- május 28. – IV. Alfonz portugál király (* 1291).